# Strumigenys koningsbergeri
Strumigenys koningsbergeri (лат.) — вид мелких земляных муравьёв рода Strumigenys из подсемейства Myrmicinae (Attini, ранее в Dacetini). Встречается в Юго-Восточной Азии.

## Описание
Мелкие муравьи (длина 2,5—3 мм) с сердцевидной головой, расширенной кзади. Проподеум угловатый с парой зубцов. Обладают длинными жвалами (длина головы HL 0,72—0,94 мм, ширина головы HW 0,61—0,86 мм, мандибулярный индекс MI 42—48). От близких видов отличаются следующими признаками: преокулярная впадина переходит на вентральную поверхность головы в виде широкого и глубокого поперечного вдавления, почти достигающего срединной линии; дорсолатеральные края головы слабо синуализированы и субпараллельны от лобных долей примерно до уровня предглазничного вдавления, неглубоко вогнуты непосредственно над предглазничным вдавлением, почти под прямым углом выгнуты наружу сразу за уровнем глаза так, что глаз и предглазничное вдавление видны при виде анфас. Пронотум без пары коротких стоячих волосков вблизи переднедорсального края. Мезонотум с одной парой прямостоячих волосков. Плевра и бока проподеума в основном или полностью нескульптурированы. Стоячие волоски на первом тергите простые или слабо уплощённые и расширенные к вершине.
Основная окраска коричневая. Мандибулы длинные, узкие (с несколькими зубцами). Стебелёк между грудкой и брюшком состоит из двух члеников: петиолюса и постпетиолюса (последний чётко отделён от брюшка), жало развито. Предположительно, как и близкие виды, специализированные охотники на коллембол. Вид был впервые описан в 1905 году швейцарским мирмекологом Огюстом Форелем. Включён в видовой комплекс Strumigenys koningsbergeri из одноимённой группы S. koningsbergeri.